# Psicologia e alchimia
Psicologia e alchimia, pubblicata a Zurigo dopo 15 anni di studi, è un'opera di argomento psicologico e filosofico dello psicoanalista Carl Gustav Jung. Con quest'opera l'autore intese sottolineare la forte correlazione tra il mondo alchemico e la sua psicologia analitica, fondata sulla convinzione dell'esistenza di archetipi associabili ai simboli alchemici. 
Oltre che uno studio di tipo scientifico, la stesura stessa dell'opera fu, per Jung, la dimostrazione della sete di conoscenza umana e di un'attitudine inconscia a rifuggire dall'ignoranza, poiché frutto di un intenso interesse dell'analista nell'approcciarsi ad una nuova materia. Come in molte altre opere dell'autore, al testo sono affiancate numerose immagini iconografiche che hanno un fine non solo estetico ma anche esplicativo.

## Studi precedenti
Psicologia e Alchimia è il risultato dell'unione e maturazione di due saggi presentati da Jung ai colloqui di Eranos ad Ascona:
- Simboli onirici del processo d'individuazione, pubblicato nel 1936[6], e
- Le rappresentazioni di liberazione nell'alchimia, pubblicato nel 1937[6].

In entrambi Jung mirò a dimostrare e sottolineare l'esistenza oggettiva di un inconscio comune a tutto il genere umano. I due componimenti segnarono, quindi, anche una forte rottura con la scuola freudiana che negava, invece, la possibilità di un'esperienza psichica collettiva. Solo dopo la stesura dei due studi Jung iniziò seriamente ad interessarsi ai simboli e alla materia alchemica.

### Simboli onirici del processo d'individuazione
Il primo dei due saggi si concentra sull'esistenza nella psiche umana di un'attitudine tesa alla conoscenza presente. Attraverso l'analisi di sogni e visioni di un paziente di una sua allieva (quindi a lui praticamente sconosciuto), Jung ricollegò questa pulsione al linguaggio alchemico e allo studio dei Maṇḍala come prova dell'esistenza di un inconscio collettivo.

### Le rappresentazioni di liberazione nell'alchimia
Il secondo saggio è incentrato sull'importanza della solitudine durante i processi alchemici e lo studio della materia. La solitudine è, secondo Jung, anche uno degli elementi che avvicina psicologia e alchimia.

## Inizio dell'interesse per l'alchimia
Jung iniziò ad interessarsi di alchimia subito dopo la rottura con Freud, in un periodo di disorientamento e incertezza. È anche per questo che il suo interesse per la materia fu particolarmente profondo e totalizzante, tanto da portarlo a vivere anche brevi periodi di isolamento.
I Maṇḍala furono i primi elementi che spinsero Jung ad interessarsi all'alchimia.
(Psicologia e Alchimia)
Jung si dedicò allo studio e all'analisi dei mandala per circa 10 anni (più o meno dal 1918 al 1927) prima di pubblicare le sue osservazioni, sollecitate dalla richiesta di un commento di un'opera taoista, Segreto del Fiore d'Oro, da parte di un suo collega sinologo, Richard Wilhelm.
Jung utilizzò a sostegno della sua tesi i sogni di cui parla in Simboli onirici del processo d'individuazione, ricordando i simboli ritrovati nel sogno 17 ("Fiore Azzurro"), nel sogno 18 ("Uomo con monete d'oro in mano"), nel sogno 19 ("Sfera rossa").
A questo punto, Jung iniziò a dedicarsi sistematicamente alla lettura di testi alchemici, perlopiù medievali. La prima opera con cui si confrontò fu l'Artis aurifera quam chemiam vocant. Pubblicata a Basilea nel 1593 e composta da due volumi, l'opera è considerata fondamentale per la comprensione dell'intera materia e contiene i pilastri della scienza alchemica.
Grazie alle sue letture, Jung attinse anche a nuove conoscenze nell'ambito dell'interpretazione onirica, riuscendo a decifrare un proprio sogno. Raccontò infatti di aver sognato di trovarsi in guerra e di essere di ritorno da una battaglia su un carro di un contadino. In seguito, il carro si addentrava in un castello comparso all'improvviso senza riuscire più ad uscirne e il contadino, spaventato, spiegava a Jung che erano rimasti prigionieri del XVII secolo. Jung interpretò l'evento come prova evidente di una predisposizione personale allo studio alchemico.

## L'alchimia per Jung

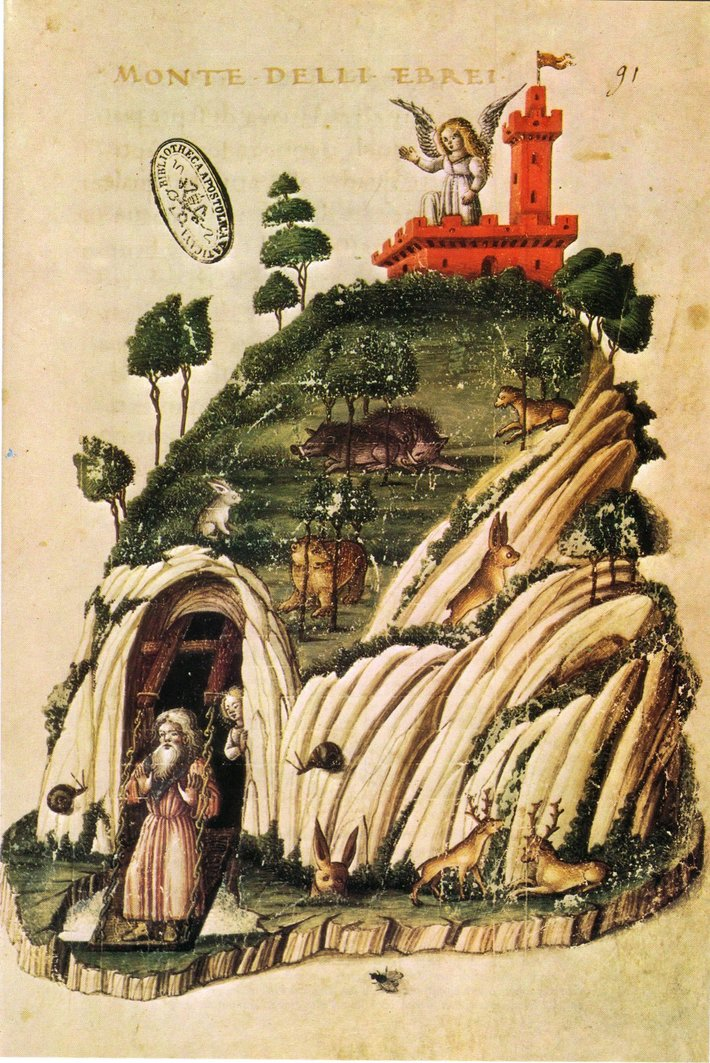
Il principio maschile, simboleggiato dall'anziano ebreo, si trova accanto a quello femminile all'interno delle viscere della terra. Sulla cima della montagna un angelo che rappresenta l'elemento volatile si trova in un castello rosso che simboleggia la rubedo, compimento finale dell'opera alchemica (illustrazione del trattato Aurora Consurgens di Nicola d'Antonio degli Agli, tavola 5 di Psicologia e alchimia).

Jung si approcciò allo studio dell'alchimia in modo diverso rispetto ai propri predecessori. Se con il positivismo l'alchimia era stata considerata mera pseudo-scienza, a Jung sembrò un linguaggio adatto a spiegare alcuni contenuti psicologici. Egli riportò sotto i riflettori della scena psicologica e filosofica novecentesca molti nomi e opere alchemiche che sarebbero stati altrimenti dimenticati.
Jung descrisse l'alchimia come una metafora della realizzazione del Sé e dell'esplorazione dei meandri dell'inconscio. La trasmutazione stessa del piombo in oro ricordava il principio di individuazione junghiano: il piombo è l'Io che deve raggiungere un nuovo stato di trasmutazione, e l'oro è una metafora del Sé.
Inoltre, la scienza alchemica ha molti punti di contatto con gli studi gnostici, che ebbero sempre un certo peso nella riflessione junghiana, ma che egli lasciò poi da parte perché troppo distanti dalla mentalità a lui contemporanea.

## Contenuto dell'opera

### Sogni
Nel secondo capitolo della prima parte dell'opera, Jung passò in rassegna una serie di sogni di un paziente di una sua allieva, attingendo dal saggio Simboli onirici del processo d'individuazione. Egli si concentrò sui simboli onirici che ricordano un processo di auto centratura, ovvero di costruzione di un proprio centro: un cappello, come elemento in grado di ricoprire l'intera personalità; un viaggiatore accerchiato da un serpente; un teschio di forma sferica

### Rapporto tra psicologia e alchimia
Nel secondo capitolo della parte terza dell'opera, Jung analizzò la natura psichica dell'opera alchimistica. Per dimostrare il fine comune di psicologia e alchimia, quello di ascendere ad un livello di realtà superiore, egli sottolineò come nell'alchimia ci fosse ben poco di chimico. L'oro che gli alchimisti miravano ad ottenere tramite la trasmutazione non era semplicemente un metallo ma un oro filosofico. Gli alchimisti, infatti, avevano meno conoscenze scientifiche di quanto si credesse e, di sicuro, era loro ignota la vera natura della materia. Si servivano dell'inconscio per illuminarne l'oscurità, attraverso visioni e allucinazioni, che non potevano essere altro che proiezioni inconsce.
Con la scoperta dell'alchimia, Jung trovò un elemento complementare alla scienza psicologica che le conferisse maggiore storicità e la collegasse a numerosi simboli anche molto arcaici. D'altra parte, la psicologia era per lui una chiave di lettura per numerose tematiche alchemiche che coinvolgono, appunto, sogni o simboli.

#### L'opus

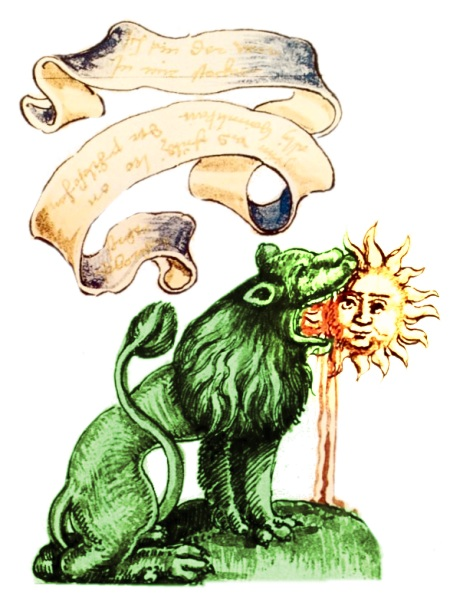
Il leone verde che divora il Sole (dal Rosarium philosophorum (1550).

L'opus («opera») era un concetto fondamentale per l'alchimia. Esso è definibile come tutta quella serie di processi pratici e chimici effettuati dagli alchimisti in ordine variabile. In questi processi erano coinvolti diversi materiali e sostanze come l'argento vivo o lo zolfo. Alla base dell'opus c'era la materia prima, una sostanza sconosciuta in cui veniva proiettato il contenuto psichico dell'alchimista. Si trattava, quindi, non di una materia unica ma di una sostanza individuale di cui esistevano infinite definizioni: da quelle di tipo chimico (metallo, ferro, oro) a quelle mitologiche (il drago, la luna, il caos) e filosofiche, alludendo a significati più profondi.

#### Il metodo dell'alchimia
Jung chiamò il metodo utilizzato dagli alchimisti amplificatio. Esso consisteva, appunto, nell'arricchire le definizioni alchemiche con altri elementi più o meno personali carpiti da altre discipline, come la filosofia. Infatti, furono scritti anche dei trattati specifici per fornire agli alchimisti nuovo materiale analogico. Era una tecnica necessaria, in quanto il carattere oscuro e misterioso della materia spesso non permetteva nemmeno agli stessi artefici delle trasmutazioni di essere a conoscenza di elementi sufficienti. L'aplificatio ricorda, così, la tecnica utilizzata per l’interpretazione dei sogni: il sogno è un contenuto troppo ridotto per essere compreso, se non lo si affianca a concetti esterni che ne arricchiscano il significato. In contrapposizione all'interpretazione dei sogni di Freud, in cui il sogno è rivelativo soprattutto dei desideri infantili rimossi, l'approccio junghiano è finalizzato ad individuare la funzione trascendente del sogno, ovvero la condizione presente del processo di maturazione psichica.

#### Alchimia e Cristianesimo
Nel quinto capitolo della terza parte di Psicologia e Alchimia, Jung mise in rilievo affinità e divergenze tra il mondo cristiano e quello alchemico. Egli giunse alla conclusione che il Cristianesimo, in quanto religione fondata su un sistema patriarcale-maschile, si trova in opposizione (anche semplicemente di tipo sessuale) con la Natura, che presenta, invece, una struttura matriarcale-femminile. Il fine ultimo del Cristianesimo è quello di rimuovere il male, insito nella componente naturale del mondo, che viene quindi allontanata e ripudiata. L'alchimia, in quanto scienza che intrattiene un rapporto forte con la natura stessa, si proponeva di risanare quest'opposizione. L'alchimista aveva quindi il compito di far sì che la componente maschile si riavvicinasse a quella femminile in un processo di unione e non di avversione.
Egli concluse che vi è un'antica correlazione tra alchimia e Cristianesimo che prevede però la preponderanza quantomeno cronologica della prima sulla religione. Nel quinto capitolo della terza parte viene presentato anche un parallelo tra Cristo e il lapis philosophorum, la pietra leggendaria che gli alchimisti cercavano di produrre nei loro laboratori. La figura di Cristo viene identificata come salvator microcosmi, ovvero come Redentore individuale, mentre il lapis è il salvator macrocosmi, cioè salvatore dell'intera natura. Ciò sottolinea nuovamente come quantomeno l'alchimia sia autonoma rispetto alla religione cristiana..
Secondo Jung, la differenza principale tra il Cristianesimo e la scienza alchemica è poi, in effetti, il fine. Mentre il pilastro del cristianesimo è l'operare nel mondo in onore di Dio, nel mondo alchemico l'uomo era agente della liberazione della componente naturale dalla materia, assumendo quindi lui stesso il carattere di Redentore e redimendosi attraverso questo processo di trasmutazione.

### Zosimo di Panopoli
Ampiamente citata all'interno di Psicologia e Alchimia è la figura di Zosimo di Panopoli, un alchimista egizio di epoca romana (III-IV d. C.). Zosimo è l'autore dello scritto Dell'arte e dell'interpretazione, in cui raccontò il contenuto di una serie di sogni intervallati da brevi risvegli. Le visioni di Zosimo rispecchiano e rimandano a un tema preponderante per tutti gli alchimisti: le proiezioni inconsce sulla materia come canale comunicativo con l'inconscio. Infatti, la tesi principale di Zosimo è l'esistenza di una proiezione della sua filosofia gnostica sulla materia. Quindi, per asserire una tale correlazione, Zosimo deve aver ritrovato nella materia un collegamento con la sua psiche e la sua filosofia.

## Conclusioni
Jung osservò che gli antichi alchimisti non arrivarono mai ad una definizione concreta di lapis poiché avrebbero dovuto conoscere i contenuti inconsci proiettati su di esso. Nell'epilogo dell'opera, asserì che l'alchimia di epoca classica fu sostanzialmente un processo chimico a cui furono mescolati contenuti psichici per via del carattere sperimentale della scienza.
Per quanto riguarda il materiale simbolico, il simbolismo alchimistico dimostrò come, per quanto ogni processo psichico sia singolare e individuale, esistono sempre degli elementi comuni e ricorrenti che egli ritrovò nelle sue letture alchemiche.

## Sviluppi nella modernità
Gli studi junghiani sull'alchimia vennero ripresi successivamente principalmente da due autori: Marie-Louise von Franz e Robert Grinell. La prima si concentrò principalmente sul simbolismo e ripercorse la strada del maestro alla ricerca di affinità tra il mondo alchemico e quello psicanalitico; Grinnell, invece, utilizzò come base gli studi di Jung per poi concentrarsi sui processi psichici in chiave alchemica, ovvero sui processi che non avvengono né al livello dello spirito né al livello della materia, ma in uno stato di unione imprescindibile dei due.